# Kozbudaklar, Keles
Kozbudaklar là một xã thuộc huyện Keles, tỉnh Bursa, Thổ Nhĩ Kỳ. Dân số thời điểm năm 2011 là 371 người.